# Gerhard Sauder

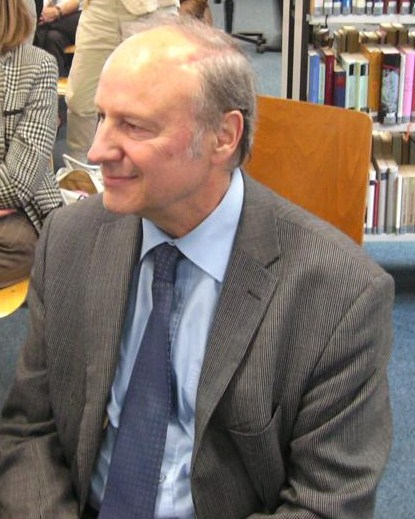
Gerhard Sauder

Gerhard Sauder (* 6. September 1938 in Karlsruhe) ist ein deutscher Germanist und Literaturwissenschaftler.

## Ausbildung
Gerhard Sauder wurde als Sohn des Prokuristen August Sauder und seiner Ehefrau Rosa Sauder geboren. Er verbrachte seine Kindheit und Jugend in Karlsruhe, wo er im Stadtteil Durlach die Volksschule besuchte. 1949 wechselte er zum Markgrafen-Gymnasium in Durlach; dort legte er 1958 sein Abitur ab. Von 1958 bis 1963 studierte er in den Fächern Germanistik, Romanistik, Philosophie und Kunstgeschichte an den Universitäten in Heidelberg und Paris. Sein Erstes Staatsexamen legte er 1963 in Heidelberg ab, das Zweite Staatsexamen folgte 1965. 1967 wurde er an der Universität Heidelberg bei Arthur Henkel promoviert, 1973 schloss sich die Habilitation bei seinem Doktorvater für das Gebiet „Deutsche und vergleichende Literaturgeschichte“ an.
Gerhard Sauder ist verheiratet und hat drei Kinder. Er lebt mit seiner Familie in St. Ingbert.

## Berufliche Karriere
Seine berufliche Laufbahn begann Sauder 1965 als Studienreferendar und Studienassessor am Karlsruher Helmholtz-Gymnasium. Im Folgejahr wechselte er als Wissenschaftlicher Assistent zum Lehrstuhl von Professor Arthur Henkel im Germanistischen Seminar der Universität Heidelberg. 1969 wurde er zum Akademischen Rat, 1971 zum Akademischen Oberrat ernannt. 1974 erfolgte seine Wahl zum Prodekan der Neuphilologischen Fakultät an der gleichen Universität. Ein Jahr später wurde ihm dort der Titel eines Professors verliehen.
1976 folgte Sauder dem Ruf als Ordentlicher Professor an die Universität des Saarlandes in Saarbrücken. Dort hatte er 1978/79 den Vorsitz des Fachbereichs „Neuere Sprach- und Literaturwissenschaften“ inne. 1987 übernahm Sauder eine Gastprofessur an der Staatsuniversität Tbilissi (Georgien). Dem schloss sich 1992 eine dreimonatige Gastprofessur an der University of Melbourne (Australien) an. Von 1990 bis 1992 leitete er als Dekan die Philosophische Fakultät der Universität des Saarlandes. 2006 wurde Sauder emeritiert.
Neben seiner Lehr- und Forschungstätigkeit profilierte sich Sauder als Herausgeber literarischer Werke. Er ist Mitherausgeber der kritischen Ausgabe der Werke von Maler Müller, der Münchner Goethe-Ausgabe und der Gesammelten Werke von Ludwig Harig. Ein weiterer Schwerpunkt seiner publizistischen Arbeit gilt dem Künstler Albert Weisgerber; unter anderem gab er dessen Briefe und Dokumente heraus.

## Ehrenamtliche Tätigkeit
- 1988 ff. Sprecher des „St. Ingberter Literaturforums“ (ILF), einer literarischen Vereinigung[3]
- 1989–1993 Mitglied des DAAD-Ausschusses für die Vergabe von Stipendien für afrikanische Germanisten
- 1987–2003 Mitglied des Auswahl-Ausschusses für Promotions-Stipendien des Cusanuswerks
- 1994–2002 Mitglied des Internationalen Wissenschaftlichen Beirats des „Interdisziplinären Zentrums für die Erforschung der Europäischen Aufklärung“ an der Martin-Luther-Universität Halle-Wittenberg
- 2001–2002 Vizepräsident der Internationalen Herder-Gesellschaft
- 2003–2004 Präsident der Internationalen Herder-Gesellschaft

## Ehrungen und Auszeichnungen
- 2001 „Merck-Medaille“ der Darmstädter Goethe-Gesellschaft[4]
- 2014 Herder-Medaille der Internationalen Herder-Gesellschaft

## Schriften (Auswahl)
- Der reisende Epikureer; Studien zu Moritz August von Thümmels Roman Reise in die mittäglichen Provinzen von Frankreich (= Heidelberger Forschungen, Heft 12). H Winter, Heidelberg 1968, OCLC 1267955 (Dissertation Heidelberg 1968, 232 Seiten).
- Empfindsamkeit, Metzler, Stuttgart, Band 1: Voraussetzungen und Elemente 1973, ISBN 3-476-00278-0 (Habilitationsschrift Uni Heidelberg 1973), Teil 2: Theoretische und kritische Texte mit von Wolfgang Doktor, Teil 3. Quellen und Dokumente 1980, ISBN 3-476-00441-4.
- Die Bücherverbrennung: zum 10. Mai 1933. Als Hrsg., Hanser, München 1983, ISBN 3-446-13802-1.
- Gerhard Sauder zusammen mit Wolfgang Haubrichs und Hans-Walter Herrmann (Hrsg.) Zwischen Deutschland und Frankreich. Elisabeth von Lothringen, Gräfin von Nassau-Saarbrücken, Röhrig Universitätsverlag, St. Ingbert 2002, ISBN 978-3-86110-319-6.
- Eine detaillierte Auflistung der Publikationen (Stand: 2003) von Gerhard Sauder enthält in einem Anhang die Festschrift zum 65. Geburtstag des Autors „Allem Abschied voran“ (n; Nr. 54)
- Gerhard Sauder (Hrsg.): Ludwig Harig: Familienähnlichkeiten – Deutsch-französische Sprachspiele. München: Hanser, 2005. (Gesammelte Werke von Ludwig Harig, Bd. 1) ISBN 3-446-20615-9
- Gerhard Sauder (Hrsg.): Ludwig Harig: Schönes Niemandsland – Gedankenspiele und Gedichte. München: Hanser, 2006. (Gesammelte Werke von Ludwig Harig, Bd. 2) ISBN 3-446-20784-8
- Ich male wie ein Wilder – Albert Weisgerber in Briefen und Dokumenten. Hrsg.: Gerhard Sauder. Blieskastel: Gollenstein, 2006. 438 S., Ill. ISBN 3-938823-05-4. Ein Buch über den Maler Albert Weisgerber.
- Gerhard Sauder: Gegen Aufklärung? Abschiedsvorlesung 19. Juli 2006. Saarbrücken: Universität des Saarlandes, 2007. 28 S. (Universitätsreden; Nr. 67) ISBN 978-3-940147-00-4
- Gerhard Sauder (Hrsg.): Ludwig Harig: Rousseau – Der Roman vom Ursprung der Natur im Gehirn – Der kleine Brixius. München: Hanser, 2009 (Gesammelte Werke von Ludwig Harig, Bd. 5) ISBN 978-3-446-23412-3
- Gerhard Sauder (Hrsg.): Hommage à Weisgerber. In Texten von Klaus Stief, Alfred Gulden und Günter Metken. St. Ingbert: Dengmerter Heimatverlag, 2015. 120 S. (Edition St. Ingberter Geschichte; 2) ISBN 978-3-929576-18-4